# Saison 1989-1990 du Stade rennais FC
Maillots
Chronologie
Saison précédente Saison suivante
La saison 1989-1990 du Stade rennais football club débute le 22 juillet 1989 avec la première journée du Championnat de France de Division 2, pour se terminer le 15 mai 1990 avec une défaite pour l'attribution de champion de France de D2, synonyme néanmoins de promotion en Division 1.
Le Stade rennais FC est également engagé en Coupe de France.

## Résumé de la saison
Après l'échec de la saison précédente, l'été rennais est relativement calme. Parmi les titulaires, seuls Imre Garaba, Gaëtan Brusseau et Michel Audrain font leurs valises, vite remplacés par Michel Sorin, Jean-Marc Miton et Jean-Luc Ribar. Le recrutement rennais se cantonne exclusivement à des joueurs évoluant dans des clubs bretons (excepté Miton, venu du Stade lavallois, dans le département voisin qu'est la Mayenne). Un peu plus tard dans la saison, l'effectif est renforcé par l'arrivée du Tchadien Al Habbo « Bob » Sénoussi, qui sort de deux courtes expériences au Touquet puis à Quimper après avoir longtemps évolué à Nice, et qui vient suppléer Yannick Guillochon, gravement blessé au tibia.
Le club entame sa saison sur les mêmes bases que la précédente, avant de monter en puissance à l'automne. Moins performant offensivement, il bénéficie d'une rivalité beaucoup moins féroce qu'en 1988-1989 pour se hisser rapidement aux avant-postes. Début décembre, le Stade rennais s'installe à la première place et augmente légèrement son avance au cours de l'hiver. Fin février, le SRFC compte cinq points d'avance sur Le Havre. Au cours du printemps, c'est finalement l'US Valenciennes-Anzin, pourtant battu à Nungesser par le SRFC le 24 mars, qui se présente comme le principal concurrent des « Rouge et Noir » pour la montée. Des résultats irréguliers aidant, ces derniers ne parviennent pas à assurer leur montée, concédant notamment leurs deux seules défaites de la saison à domicile au cours du sprint final, face à un SC Abbeville pourtant lanterne rouge (0 - 1) et contre le Stade lavallois de François Omam-Biyik (0 - 2), auteur ce soir-là d'un doublé.
La défaite contre Laval est momentanément grave de conséquences : leader depuis début décembre, le Stade rennais laisse alors la première place, la seule qui garantisse la montée en D1, à des Valenciennois qui n'avaient pu ce soir-là faire mieux qu'un match nul sur sa pelouse contre Beauvais (0 - 0). Au classement, les deux équipes sont à égalité parfaite au niveau des points et à la différence de buts, les Nordistes n'ayant l'avantage que grâce à un plus grand nombre de buts marqués. À l'orée de l'ultime journée, Raymond Keruzoré et ses hommes doivent donc faire mieux à Lorient que les Valenciennois dans le même temps à Angers. Pendant une heure de jeu, la situation ne bouge pas, les deux matchs en restant à 0 - 0. François Denis ouvre la marque pour Rennes à vingt minutes de la fin, et donne virtuellement la montée à son équipe, mais quelques minutes plus tard, l'USVA marque à son tour par l'intermédiaire de Wilfried Gohel. Et puis, dans les arrêts de jeu du match au Moustoir, Hiard dégage le ballon sur Falette qui déborde et centre pour Denis, dont le tir contré monte dans le ciel lorientais. À la réception se trouve Jean-Christophe Cano, qui, à la lutte avec les défenseurs lorientais, parvient à trouver le moyen de glisser le ballon de la tête au fond des filets. Cano, lui aussi gravement blessé au tibia durant toute la seconde partie de saison devient le héros de la remontée rennaise en première division, après trois saisons passées dans l'anonymat de la D2.

## Transferts en 1989-1990
| Nom              | Nationalité | Provenance/Destination |
| Arrivées         |             |                        |
| Régis Gorguès    | France      | Jeunesse combourgeoise |
| Arnaud Le Lann   | France      | FC Lorient             |
| Jean-Marc Miton  | France      | Stade lavallois        |
| Jean-Luc Ribar   | France      | Stade quimpérois       |
| Bob Sénoussi     | Tchad       | Stade quimpérois       |
| Michel Sorin     | France      | Brest Armorique FC     |
| Départs          |             |                        |
| Michel Audrain   | France      | Stade quimpérois       |
| Philippe Barraud | France      | FC Tours               |
| Gaëtan Brusseau  | France      | CO Le Puy              |
| Gilles Bourges   | France      | Olympique avignonnais  |
| Imre Garaba      | Hongrie     | Royal Charleroi SC     |
| Yannick Le Guen  | France      | Véloce vannetais       |

## L'effectif de la saison
| Poste¹ | Nat.² | Nom                   | Naissance         | Sélection³ | Championnat | Championnat | Coupe France | Coupe France | Total Saison | Total Saison | Notes                         |
| Poste¹ | Nat.² | Nom                   | Naissance         | Sélection³ | M           | But inscrit | M            | But inscrit  | M            | But inscrit  | Notes                         |
| ------ | ----- | --------------------- | ----------------- | ---------- | ----------- | ----------- | ------------ | ------------ | ------------ | ------------ | ----------------------------- |
| D      | FRA   | Jean-Christophe Cano  | 10 octobre 1967   | -          | 19          | 1           | 0            | 0            | 19           | 1            |                               |
| A      | FRA   | Laurent Delamontagne  | 9 octobre 1965    | A'         | 36          | 9           | 4            | 4            | 40           | 13           |                               |
| M      | FRA   | Patrick Delamontagne  | 18 juin 1957      | A          | 30          | 1           | 4            | 2            | 34           | 3            |                               |
| D      | FRA   | François Denis        | 14 mai 1964       | -          | 30          | 5           | 2            | 0            | 32           | 5            |                               |
| D      | FRA   | Albert Falette        | 16 mars 1962      | -          | 14          | 0           | 4            | 0            | 18           | 0            |                               |
| A      | FRA   | Christophe Fauvel     | 11 janvier 1970   | -          | 4           | 0           | 0            | 0            | 4            | 0            |                               |
| D      | FRA   | Régis Gorguès         | 6 mai 1972        | -          | 4           | 0           | 0            | 0            | 4            | 0            |                               |
| M      | FRA   | Thierry Goudet        | 11 novembre 1962  | -          | 23          | 0           | 2            | 0            | 25           | 0            |                               |
| M      | FRA   | Yannick Guillochon    | 2 juin 1960       | -          | 14          | 0           | 0            | 0            | 14           | 0            |                               |
| M      | FRA   | Frédéric Guimard      | 12 juin 1970      | -          | 10          | 0           | 1            | 0            | 11           | 0            |                               |
| G      | FRA   | Pierrick Hiard        | 27 avril 1955     | A          | 35          | 0           | 4            | 0            | 39           | 0            |                               |
| D      | FRA   | Serge Le Dizet        | 27 juin 1964      | A'         | 35          | 0           | 3            | 0            | 38           | 0            |                               |
| D      | FRA   | Arnaud Le Lann        | 7 novembre 1970   | -          | 0           | 0           | 1            | 0            | 1            | 0            |                               |
| G      | FRA   | Franck Mantaux        | 19 août 1965      | -          | 1           | 0           | 0            | 0            | 1            | 0            |                               |
| D      | FRA   | Jean-Marc Miton       | 24 décembre 1959  | -          | 35          | 0           | 3            | 1            | 38           | 1            |                               |
| D      | FRA   | Alain Noël            | 3 février 1964    | -          | 19          | 0           | 4            | 0            | 23           | 0            |                               |
| M      | FRA   | Jean-Luc Ribar        | 26 février 1965   | -          | 32          | 2           | 4            | 2            | 36           | 4            |                               |
| M      | CHA   | Bob Sénoussi          | 15 octobre 1966   | -          | 19          | 1           | 2            | 0            | 21           | 1            | Arrive en novembre de Quimper |
| D      | FRA   | Michel Sorin          | 18 septembre 1961 | -          | 36          | 3           | 4            | 0            | 40           | 3            |                               |
| M      | FRA   | Thierry Turban        | 16 juillet 1965   | -          | 19          | 1           | 2            | 0            | 21           | 1            |                               |
| A      | NED   | Erik van den Boogaard | 19 avril 1964     | -          | 36          | 15          | 4            | 3            | 40           | 18           |                               |

- 1 : G, Gardien de but ; D, Défenseur ; M, Milieu de terrain ; A, Attaquant
- 2 : Nationalité sportive, certains joueurs possédant une double-nationalité
- 3 : sélection la plus élevée obtenue

## Équipe-type
Il s'agit de la formation la plus courante rencontrée en championnat.

## Les rencontres de la saison

### Liste
| Match | Date         | Compétition                             | Tour                                    | Adversaire              | Lieu ¹ | Score     | Class.    | Buteurs pour le Stade rennais                          |
| ----- | ------------ | --------------------------------------- | --------------------------------------- | ----------------------- | ------ | --------- | --------- | ------------------------------------------------------ |
| 1     | 22 juillet   | Division 2 - Groupe B                   | 1                                       | Lorient                 | D      | 4-1       | 1         | van den Boogaard L. Delamontagne Turban                |
| 2     | 29 juillet   | Division 2 - Groupe B                   | 2                                       | Rouen                   | E      | 0–1       | 8         |                                                        |
| 3     | 2 août       | Division 2 - Groupe B                   | 3                                       | Tours                   | D      | 2-1       | 4         | van den Boogaard                                       |
| 4     | 5 août       | Division 2 - Groupe B                   | 4                                       | Créteil                 | E      | 1–1       | 5         | van den Boogaard                                       |
| 5     | 12 août      | Division 2 - Groupe B                   | 5                                       | Saint-Seurin-sur-l'Isle | D      | 2–0       | 4         | van den Boogaard L. Delamontagne                       |
| 6     | 19 août      | Division 2 - Groupe B                   | 6                                       | Lens                    | E      | 0-3       | 8         |                                                        |
| 7     | 26 août      | Division 2 - Groupe B                   | 7                                       | Guingamp                | D      | 2-0       | 5         | van den Boogaard L. Delamontagne                       |
| 8     | 30 août      | Division 2 - Groupe B                   | 8                                       | Dunkerque               | E      | 0–2       | 8         |                                                        |
| 9     | 9 septembre  | Division 2 - Groupe B                   | 9                                       | Quimper                 | D      | 0–0       | 7         |                                                        |
| 10    | 16 septembre | Division 2 - Groupe B                   | 10                                      | Abbeville               | E      | 3–1       | 5         | Sorin L. Delamontagne Leroy (csc)                      |
| 11    | 23 septembre | Division 2 - Groupe B                   | 11                                      | Le Havre                | D      | 1–0       | 4         | van den Boogaard                                       |
| 12    | 30 septembre | Division 2 - Groupe B                   | 12                                      | Valenciennes FC         | D      | 1-0       | 2         | Sorin                                                  |
| 13    | 4 octobre    | Division 2 - Groupe B                   | 13                                      | Niort                   | E      | 0-0       | 2         |                                                        |
| 14    | 14 octobre   | Division 2 - Groupe B                   | 14                                      | La Roche-sur-Yon        | D      | 0–0       | 2         |                                                        |
| 15    | 20 octobre   | Division 2 - Groupe B                   | 15                                      | Angers                  | E      | 2-3       | 4         | L. Delamontagne van den Boogaard                       |
| 16    | 28 octobre   | Division 2 - Groupe B                   | 16                                      | Beauvais                | D      | 2-1       | 3         | Denis L. Delamontagne                                  |
| 17    | 4 novembre   | Division 2 - Groupe B                   | 17                                      | Laval                   | E      | 1-1       | 2         | Denis                                                  |
| 18    | 11 novembre  | Division 2 - Groupe B                   | 18                                      | Rouen                   | D      | 2–1       | 2         | Denis                                                  |
| 19    | 25 novembre  | Division 2 - Groupe B                   | 19                                      | Tours                   | E      | 1–0       | 2         | van den Boogaard                                       |
| 20    | 2 décembre   | Division 2 - Groupe B                   | 20                                      | Créteil                 | D      | 1–0       | 2         | Sénoussi                                               |
| 21    | 9 décembre   | Division 2 - Groupe B                   | 21                                      | Saint-Seurin-sur-l'Isle | E      | 1-1       | 1         | van den Boogaard                                       |
| 22    | 16 décembre  | Coupe de France                         | 7e tour                                 | Cherbourg (D3)          | D      | 6-0       | 6-0       | Ribar P. Delamontagne van den Boogaard L. Delamontagne |
| 23    | 27 janvier   | Coupe de France                         | 8e tour                                 | La Montagnarde (D3)     | E      | 4-2       | 4-2       | P. Delamontagne van den Boogaard L. Delamontagne       |
| 24    | 4 février    | Division 2 - Groupe B                   | 22                                      | Lens                    | D      | 1–0       | 1         | van den Boogaard                                       |
| 25    | 10 février   | Division 2 - Groupe B                   | 23                                      | Guingamp                | E      | 1–0       | 1         | van den Boogaard                                       |
| 26    | 16 février   | Coupe de France                         | 1/32 finale                             | Saint-Seurin-sur-l'Isle | N      | 1-0 a.p.  | 1-0 a.p.  | Ribar                                                  |
| 27    | 21 février   | Division 2 - Groupe B                   | 24                                      | Dunkerque               | D      | 3-1       | 1         | van den Boogaard P. Delamontagne                       |
| 28    | 24 février   | Division 2 - Groupe B                   | 25                                      | Quimper                 | E      | 0–0       | 1         |                                                        |
| 29    | 3 mars       | Division 2 - Groupe B                   | 26                                      | Abbeville               | D      | 0-1       | 1         |                                                        |
| 30    | 10 mars      | Coupe de France                         | 1/16 finale                             | Metz (D1)               | E      | 1-1 a.p.² | 1-1 a.p.² | Miton                                                  |
| 31    | 16 mars      | Division 2 - Groupe B                   | 27                                      | Le Havre                | E      | 0–2       | 1         |                                                        |
| 32    | 24 mars      | Division 2 - Groupe B                   | 28                                      | Valenciennes FC         | E      | 1-0       | 1         | Sorin                                                  |
| 33    | 31 mars      | Division 2 - Groupe B                   | 29                                      | Niort                   | D      | 2–0       | 1         | Ribar van den Boogaard                                 |
| 34    | 7 avril      | Division 2 - Groupe B                   | 30                                      | La Roche-sur-Yon        | E      | 0-2       | 1         |                                                        |
| 35    | 14 avril     | Division 2 - Groupe B                   | 31                                      | Angers                  | D      | 3–2       | 1         | Ribar L. Delamontagne                                  |
| 36    | 21 avril     | Division 2 - Groupe B                   | 32                                      | Beauvais                | E      | 0–0       | 1         |                                                        |
| 37    | 28 avril     | Division 2 - Groupe B                   | 33                                      | Laval                   | D      | 0–2       | 2         |                                                        |
| 38    | 5 mai        | Division 2 - Groupe B                   | 34                                      | Lorient                 | E      | 2–0       | 1         | Denis Cano                                             |
| 39    | 11 mai       | Division 2 - Match des champions aller  | Division 2 - Match des champions aller  | Nancy                   | D      | 0–1       | 0–1       |                                                        |
| 40    | 15 mai       | Division 2 - Match des champions retour | Division 2 - Match des champions retour | Nancy                   | E      | 0–1       | 0–1       |                                                        |

- 1 N : terrain neutre ; D : à domicile ; E : à l'extérieur ; drapeau : pays du lieu du match international
- 2 2 - 4 aux tirs au but

## Bilan des compétitions
| Compétition     | Vainqueur final   | Débute au tour | Place ou tour final | Première rencontre | Dernière rencontre | Nombre |
| --------------- | ----------------- | -------------- | ------------------- | ------------------ | ------------------ | ------ |
| Division 2      | AS Nancy-Lorraine | 1re journée    | 2e                  | 22 juillet 1989    | 15 mai 1990        | 36     |
| Coupe de France | Montpellier HSC   | 7e tour        | 1/16 de finale      | 16 décembre 1989   | 10 mai 1990        | 4      |

### Division 2 - Groupe B

#### Classement
| Rang | Équipe       | Pts | J  | G  | N  | P | Bp | Bc | Diff |
| ---- | ------------ | --- | -- | -- | -- | - | -- | -- | ---- |
| 1    | Rennes       | 44  | 34 | 18 | 8  | 8 | 39 | 27 | +12  |
| 2    | Valenciennes | 44  | 34 | 18 | 8  | 8 | 45 | 34 | +11  |
| 3    | Rouen        | 41  | 34 | 16 | 9  | 9 | 46 | 29 | +17  |
| 4    | Laval        | 41  | 34 | 15 | 11 | 8 | 49 | 35 | +14  |

- 1 : Promu en Division 1
- 2 et 3 : Barragiste avec le 3e du Groupe A

#### Résultats
| Total  | Total  | Total | Total | Total | Total | Total | Total | Domicile | Domicile | Domicile | Domicile | Domicile | Domicile | Extérieur | Extérieur | Extérieur | Extérieur | Extérieur | Extérieur |
| Matchs | Points | V     | N     | D     | BP    | BC    | Diff. | V        | N        | D        | BP       | BC       | Diff.    | V         | N         | D         | BP        | BC        | Diff.     |
| ------ | ------ | ----- | ----- | ----- | ----- | ----- | ----- | -------- | -------- | -------- | -------- | -------- | -------- | --------- | --------- | --------- | --------- | --------- | --------- |
| 34     | 44     | 18    | 8     | 8     | 39    | 27    | +12   | 13       | 2        | 2        | 26       | 10       | +16      | 5         | 6         | 6         | 13        | 17        | -4        |

#### Résultats par journée
| Journée   | 01 | 02 | 03 | 04 | 05 | 06 | 07 | 08 | 09 | 10 | 11 | 12 | 13 | 14 | 15 | 16 | 17 | 18 | 19 | 20 | 21 | 22 | 23 | 24 | 25 | 26 | 27 | 28 | 29 | 30 | 31 | 32 | 33 | 34 |
| --------- | -- | -- | -- | -- | -- | -- | -- | -- | -- | -- | -- | -- | -- | -- | -- | -- | -- | -- | -- | -- | -- | -- | -- | -- | -- | -- | -- | -- | -- | -- | -- | -- | -- | -- |
| Terrain   | D  | E  | D  | E  | D  | E  | D  | E  | D  | E  | D  | D  | E  | D  | E  | D  | E  | D  | E  | D  | E  | D  | E  | D  | E  | D  | E  | E  | D  | E  | D  | E  | D  | E  |
| Résultats | V  | D  | V  | N  | V  | D  | V  | D  | N  | V  | V  | V  | N  | N  | D  | V  | N  | V  | V  | V  | N  | V  | V  | V  | N  | D  | D  | V  | V  | D  | V  | N  | D  | V  |
| Points    | 2  | 2  | 4  | 5  | 7  | 7  | 9  | 9  | 10 | 12 | 14 | 16 | 17 | 18 | 18 | 20 | 21 | 23 | 25 | 27 | 28 | 30 | 32 | 34 | 35 | 35 | 35 | 37 | 39 | 39 | 41 | 42 | 42 | 44 |
| Place     | 1  | 8  | 4  | 5  | 4  | 8  | 5  | 8  | 7  | 5  | 4  | 2  | 2  | 2  | 4  | 3  | 2  | 2  | 2  | 2  | 1  | 1  | 1  | 1  | 1  | 1  | 1  | 1  | 1  | 1  | 1  | 1  | 2  | 1  |

Source : Liste des rencontres

Terrain : D = Domicile ; E = Extérieur. Résultat: D = Défaite ; N = Nul ; V = Victoire.